# Egtved
Egtved är en ort på halvön Jylland i Danmark. Den ligger i Vejle Kommune i Region Syddanmark och är mest känd för den 3 400 år gamla Egtvedflickan som hittades år 1921 i en gravhög 3 kilometer nordväst om Egtved. Gravhögen har rekonstruerats och ekkistan och hennes välbevarade kläder finns på Nationalmuseet i Köpenhamn.
Egtved var slutstation för den smalspåriga privatjärnvägen Kolding–Egtved Jernbane från 1898 till nedläggningen år 1930.